# Dietmar Schanbacher
Dietmar Schanbacher (* 17. Oktober 1957 in Esslingen am Neckar) ist ein deutscher Rechtswissenschaftler mit den Forschungsschwerpunkten Zivilrecht und Römisches Recht. Von 1993 bis 2023 war er Professor für Bürgerliches Recht und Römisches Recht an der Technischen Universität Dresden.

## Leben
Schanbacher studierte zwischen 1976 und 1981 Rechtswissenschaften an den Universitäten Tübingen und Freiburg im Breisgau, promovierte 1985 bei Hermann Lange und absolvierte 1985 bis 1987 sein Rechtsreferendariat in Stuttgart. 1988 wurde er akademischer Rat auf Zeit am Lehrstuhl für Bürgerliches Recht und Römisches Recht an der Juristischen Fakultät der Universität Passau. Ebenda habilitierte er an diesem Lehrstuhl von Ulrich Manthe 1992 für die Fächer Bürgerliches Recht, Römisches Recht und Privatrechtsgeschichte der Neuzeit.
Im Wintersemester 1992/93 übernahm Schanbacher die Vertretung der Professur für Bürgerliches Recht und Römisches Recht an der Technischen Universität Dresden, ab dem 1. März 1993 war er Inhaber des Lehrstuhls. Im Juli 2000 erhielt Dietmar Schanbacher einen Ruf auf die C4-Professur für Bürgerliches Recht und Römisches Recht an der Juristischen Fakultät der Ruprecht-Karls-Universität Heidelberg, welchen er im Januar 2001 ablehnte. Zu Ende September 2023 trat er in den Ruhestand.

## Schriften (Auswahl)
- Die Konvaleszenz von Pfandrechten im klassischen römischen Recht (Dissertation), Duncker & Humblot, Berlin, 1987.
- Ratio legis Falcidiae: die falzidische Rechnung bei Zusammentreffen mehrerer Erbschaften in einer Hand (Habilitationsschrift), Duncker und Humblot, Berlin, 1995.7